# Драгослав Поповић
Драгослав Поповић (5. август 1916, Зајечар — 10. децембар 1969, Сарајево) био је српски и југословенски глумац.

## Филмографија
| Год.  | Назив            | Улога              |
| ----- | ---------------- | ------------------ |
| 1957. | Зеница           | друг Бартић        |
| 1957. | Само људи        |                    |
| 1957. | Вратићу се       | Судија             |
| 1958. | Те ноћи          |                    |
| 1958. | Црни бисери      |                    |
| 1960. | Капетан Леши     |                    |
| 1962. | Прозван је и V-3 | Директор гимназије |
| 1962. | Мачак под шлемом | Командант бригаде  |
| 1966. | Глинени голуб    |                    |